# شهر چوسوم
شهر چوسوم یا چوسونگ (به لاتین: Qusum Town) یک شهرک در جمهوری خلق چین است که در لهوکا واقع شده‌است. شهر کوسوم
- نفر جمعیت دارد.